# Widok (Wzgórza Trzebnickie)
Widok – wzniesienie (wzgórze) położone w Paśmie Farnej Góry, należącym do Wzgórz Trzebnickich. Jego wysokość bezwzględna wynosi 244,0 m n.p.m. Wzgórze znajduje się na terenie miasta Trzebnica w jego południowo-wschodniej części tuż przy wschodniej granicy miasta, w powiecie Trzebnickim, województwie dolnośląskim.

## Położenie
Wzgórze Widok położone jest w Paśmie Farnej Góry, nazywanym także Pasmem Północnym, w obrębie Wzgórz Trzebnickich, będących mezoregionem o identyfikatorze 318.44 (według regionalizacji fizycznogeograficznej opracowanej przez Jerzego Kondrackiego), należących do Wału Trzebnickiego (makroregion o indeksie 318.4). W ramach tych Wzgórz Trzebnickich wyróżnia się także mikroregion obejmujący wzgórze Widok – Grzbiet Trzebnicki (indeks 318.444). Pod względem podziału administracyjnego jest ono położone na terenie miasta Trzebnica, w powiecie trzebnickim, województwie dolnośląskim (zobacz: podział administracyjny województwa dolnośląskiego). Wzniesienie leży w południowo-wschodniej części miasta tuż przy wschodniej granicy. Jego wierzchołek znajduje się w pobliżu ulicy Oleśnickiej i Myśliwskiej, po stronie zachodniej od wymienionych ulic. Natomiast na południe i wschód o wzniesienia za granicą miasta położona jest miejscowość Raszów.

## Charakterystyka
Wysokość bezwzględna na jakiej położony jest wierzchołek wzniesienia Widok wynosi 244,0 m n.p.m.. Zachodnia i północna strona masywu oraz okolice wierzchołka pokryte są lasem o nazwie Pustelnik, potocznie nazywanym Lasem Bukowym. Współczesna, urzędowa nazwa tego lasu, ujęta w państwowym rejestrze nazw geograficznych, to Pustelnik. Obszar ten stanowił część przedwojennego kompleksu uzdrowiskowego. Współcześnie jest atrakcyjnym miejscem spacerowo-rekreacyjnym z dawnymi oraz współcześnie odnowionymi ścieżkami prowadzącymi malowniczymi wzniesieniami. Natomiast po stronie południowej i wschodniej rozciągają się użytki rolne i zabudowa Raszowa. Samo wzniesienie jest najwyższym spośród wzniesień położonych w Lesie Bukowym. Na jego wierzchołku znajdowała się niegdyś drewniana wieża widokowa. Zachowały się tu pozostałości jej fundamentów. Istnieją postulaty i koncepcje dotyczące ewentualnej jej odbudowy. W pobliżu swój początek bierze struga o nazwie Sowa. Przez Widok i w najbliższej okolicy wytyczono szlaki turystyczne, w tym piesze i szlaki rowerowe.